# نورما كابالي
نورما غلاديس كابالي (بالإسبانية: Norma Cappagli)‏ (17 يونيو 1939 - 11 نوفمبر 2015) عارضة أزياء وحاملة لقب ملكة جمال فازت بمسابقة ملكة جمال العالم 1960 ، بعد أن توجت ملكة جمال الأرجنتين عام 1960. كانت أول عارضة من الأرجنتين تفوز باللقب. عقدت المسابقة في لندن ، المملكة المتحدة. كانت جائزتها 500 جنيه إسترليني وسيارة رياضية. بعد فترة حكمها عندما انتهت ملكة جمال العالم، عملت كاباغلي كعارضة أزياء. في عام 1962 ، سجلت أغنية "Sexy World" مع Armando Sciascia. ظهرت الأغنية في T.V. المخملية المعرض.

## الروابط الخارجية
- "ملكة جمال الأرجنتين هي ملكة جمال العالم, 1960". باثي البريطانية. مؤرشف من الأصل في 2011-06-11. لقطات فيديو لتتويج كابالي باسم ملكة جمال العالم